# 競艇場前駅 (東京都)

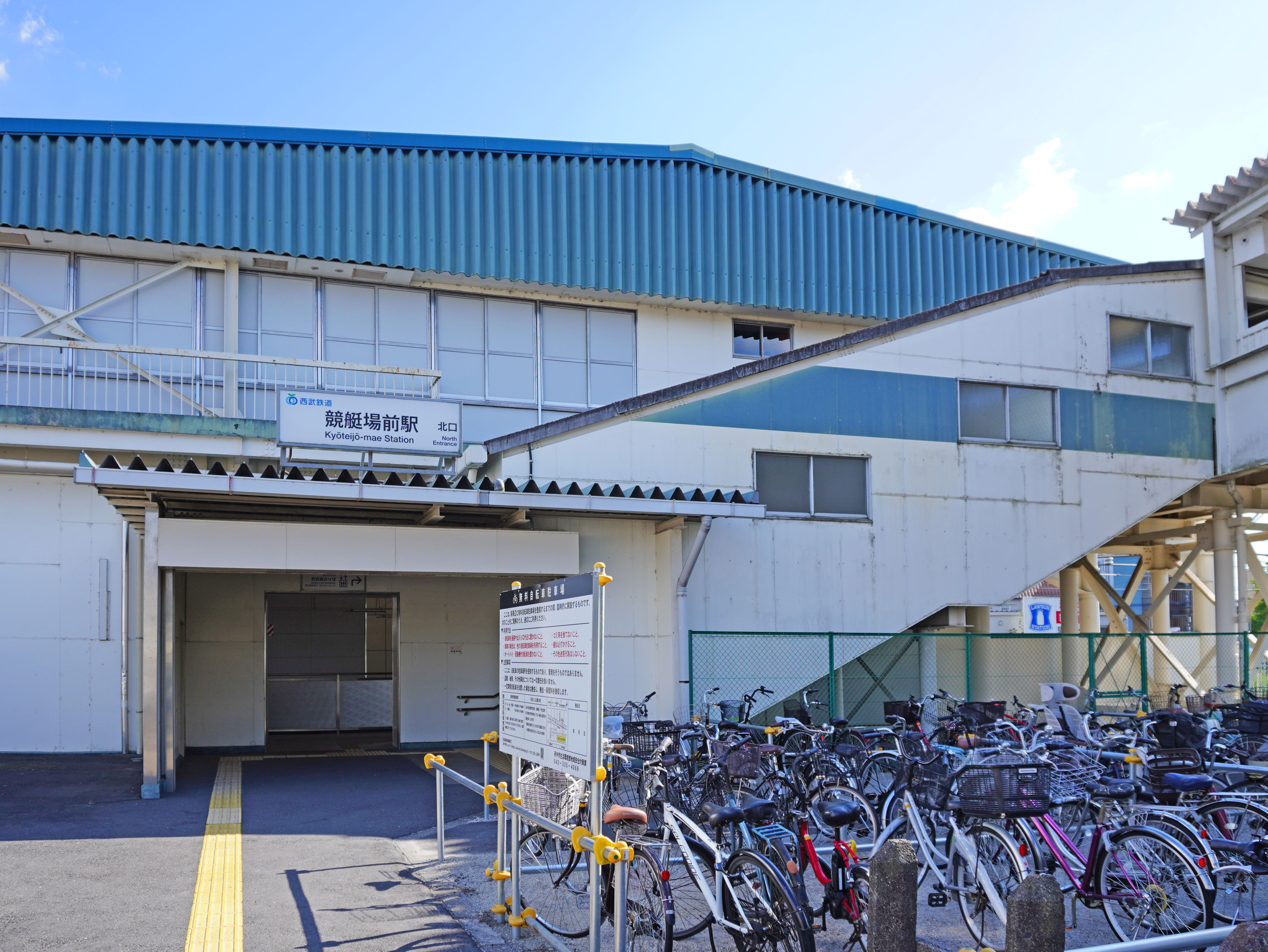
北口（2022年10月）

競艇場前駅（きょうていじょうまええき）は、東京都府中市小柳町四丁目にある、西武鉄道多摩川線の駅である。駅番号はSW05。
西武鉄道の駅としては最も南に位置する。

## 歴史
- 1919年（大正8年）6月1日：多摩鉄道が北多磨駅（現・白糸台駅）から延伸した際の終着駅・常久駅として開業。
- 1922年（大正11年）6月20日：常久 - 是政間が延伸、途中駅となる。
- 1954年（昭和29年）5月21日：競艇場前駅に改称[1]｡
- 1965年（昭和40年）頃：多摩川での砂利採取禁止により、現在の北多摩一号水再生センター周辺へ伸びていた支線が廃止。
- 1967年（昭和42年）8月31日：多摩川線貨物取扱廃止[2]
- 2005年（平成17年）8月7日：エレベーター設置のため、1番ホーム（旧 武蔵境方面ホーム）を廃止。この日より1面1線化。
- 2006年（平成18年）2月17日：エレベーター・多機能トイレ使用開始[3]。

### 駅名の由来
多摩川競艇場の最寄駅であることに由来する。旧称の「常久」は駅所在地の旧地名による。

## 駅構造
単式ホーム1面1線の地上駅で、橋上駅舎を有している。以前は相対式ホーム2面2線構造であったが、使用頻度が少ないことなどからバリアフリー工事に際して交換設備を撤去し、1面1線となった。このため、ホーム上と改札内には次の電車の行き先を案内する表示器が設置されている。また、ひとつ隣の是政駅には運転士へに向けて当駅到着時の扉注意喚起の看板がある。
旧上りホームはそのまま残されているが、単線化後はホーム外壁の一部を撤去し、エレベーター利用者用の北側出入口としてのみ使用されている。また、コンコースの旧上りホームへ通じる階段は封鎖され、「だれでもトイレ」が設置されている。
2018年3月頃より、多摩川競艇場の宣伝として旧上りホームの空きスペースに使用済みモーターボートが展示されるようになった。

### のりば
| ホーム | 路線     | 方向 | 行先       |
| ------ | -------- | ---- | ---------- |
| 1      | 多摩川線 | 上り | 武蔵境方面 |
| 1      | 多摩川線 | 下り | 是政方面   |

（出典：西武鉄道:駅構内図）
なお、当駅は上下線共用の1面1線のため、案内上はホームに番号がない。

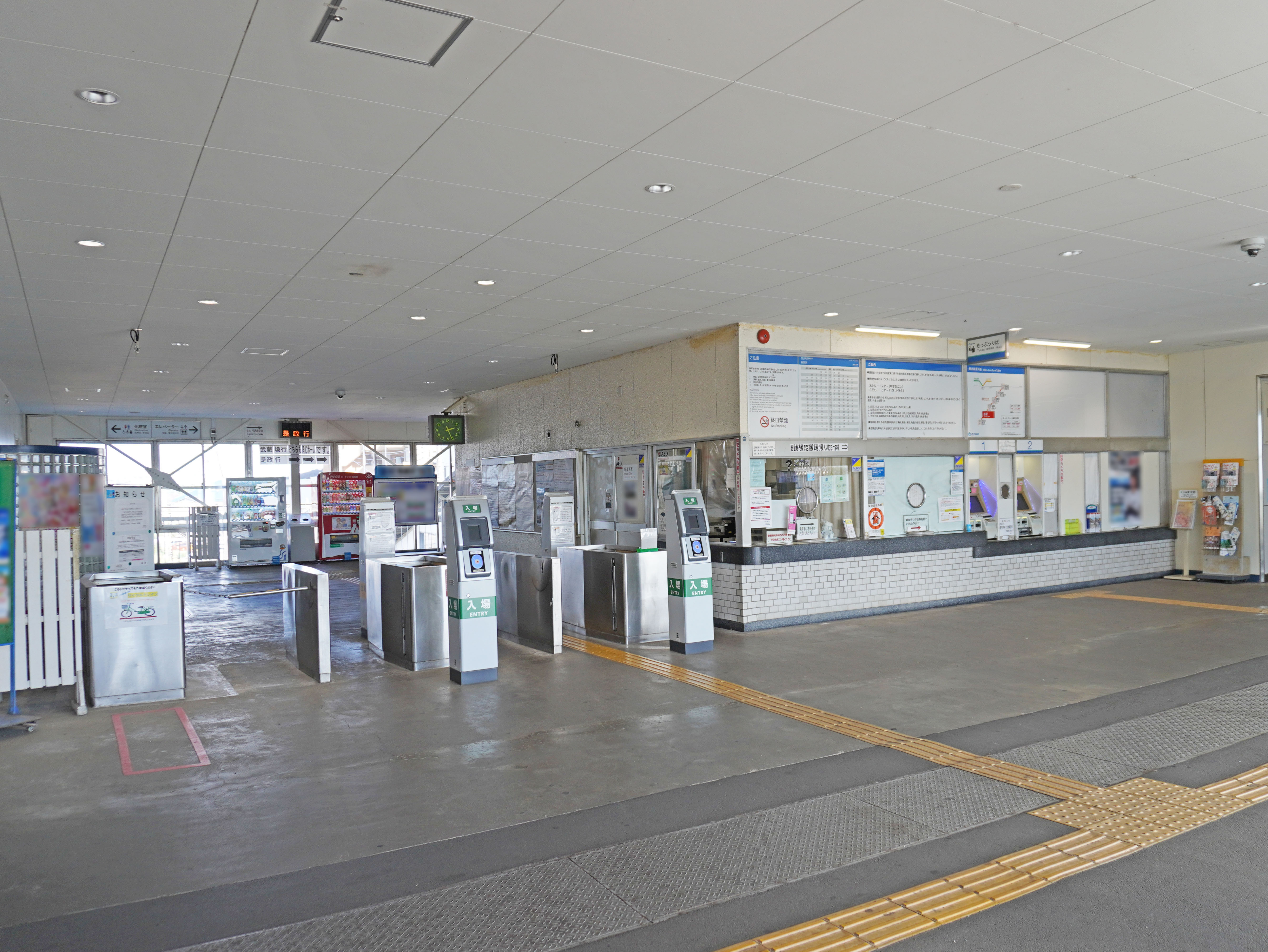
改札口（2022年10月）
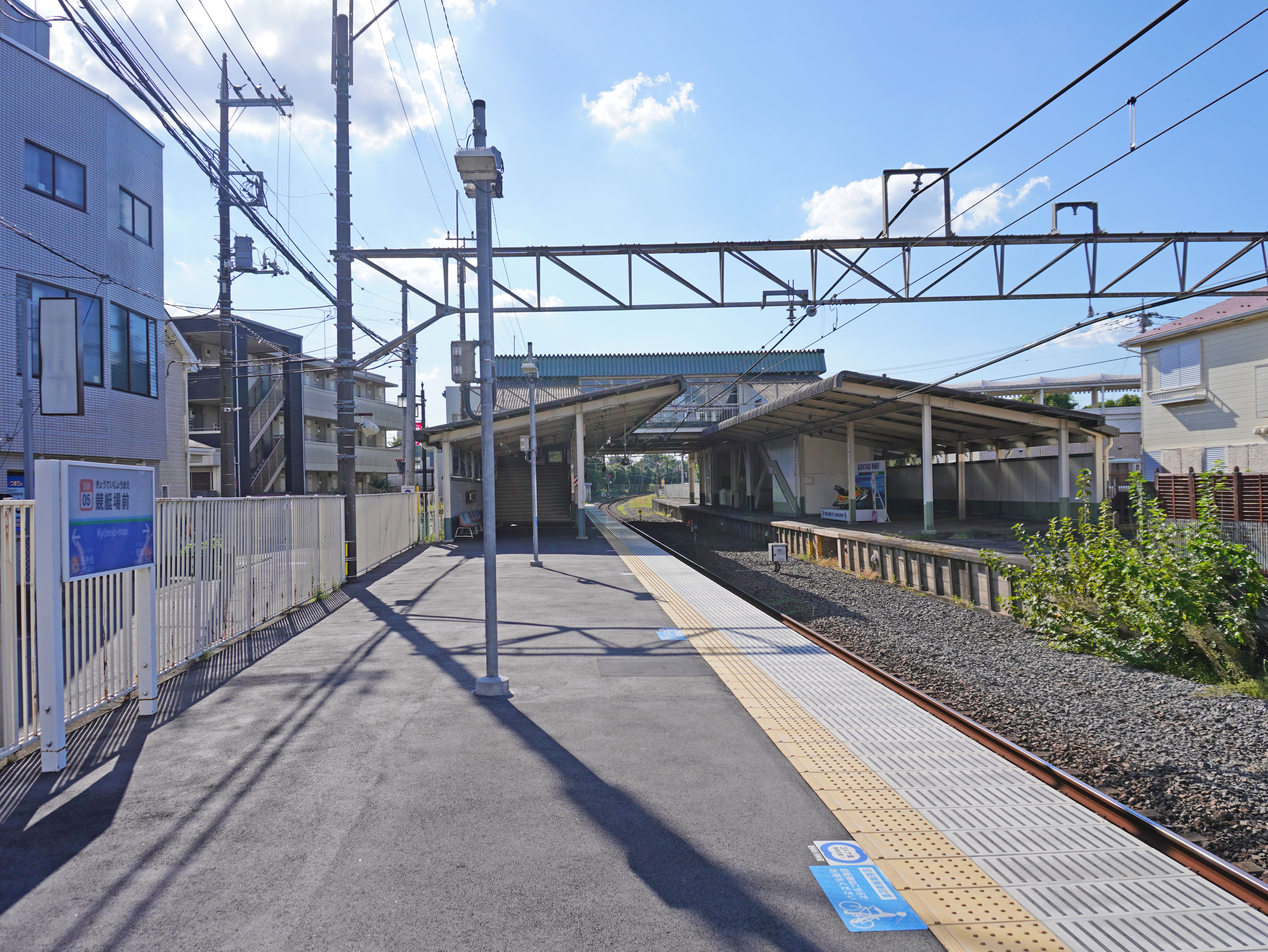
ホーム（2022年10月）

## 利用状況
2024年（令和6年）度の1日平均乗降人員は2,977人であり、西武鉄道全92駅中82位。
近年の1日平均乗降・乗車人員の推移は下表の通りである。
| 年度               | 1日平均 乗降人員 | 1日平均 乗車人員 | 出典     |
| ------------------ | ---------------- | ---------------- | -------- |
| 1990年（平成02年） |                  | 2,808            | [ * 1 ]  |
| 1991年（平成03年） |                  | 2,893            | [ * 2 ]  |
| 1992年（平成04年） |                  | 2,781            | [ * 3 ]  |
| 1993年（平成05年） |                  | 2,792            | [ * 4 ]  |
| 1994年（平成06年） |                  | 2,748            | [ * 5 ]  |
| 1995年（平成07年） |                  | 2,626            | [ * 6 ]  |
| 1996年（平成08年） |                  | 2,575            | [ * 7 ]  |
| 1997年（平成09年） |                  | 2,422            | [ * 8 ]  |
| 1998年（平成10年） | 3,548            | 2,249            | [ * 9 ]  |
| 1999年（平成11年） | 3,316            | 2,085            | [ * 10 ] |
| 2000年（平成12年） | 3,094            | 1,904            | [ * 11 ] |
| 2001年（平成13年） | 3,090            | 1,912            | [ * 12 ] |
| 2002年（平成14年） | 2,976            | 1,822            | [ * 13 ] |
| 2003年（平成15年） | 2,853            | 1,727            | [ * 14 ] |
| 2004年（平成16年） | 2,902            | 1,614            | [ * 15 ] |
| 2005年（平成17年） | 2,845            | 1,427            | [ * 16 ] |
| 2006年（平成18年） | 2,801            | 1,400            | [ * 17 ] |
| 2007年（平成19年） | 2,699            | 1,396            | [ * 18 ] |
| 2008年（平成20年） | 2,767            | 1,436            | [ * 19 ] |
| 2009年（平成21年） | 2,734            | 1,411            | [ * 20 ] |
| 2010年（平成22年） | 2,650            | 1,395            | [ * 21 ] |
| 2011年（平成23年） | 2,647            | 1,380            | [ * 22 ] |
| 2012年（平成24年） | 2,651            | 1,381            | [ * 23 ] |
| 2013年（平成25年） | 2,643            | 1,381            | [ * 24 ] |
| 2014年（平成26年） | 2,639            | 1,367            | [ * 25 ] |
| 2015年（平成27年） | 2,716            | 1,399            | [ * 26 ] |
| 2016年（平成28年） | 2,695            | 1,375            | [ * 27 ] |
| 2017年（平成29年） | 2,785            | 1,419            | [ * 28 ] |
| 2018年（平成30年） | 2,908            | 1,477            | [ * 29 ] |
| 2019年（令和元年） | 2,924            | 1,481            | [ * 30 ] |
| 2020年（令和02年） | 2,261            |                  |          |
| 2021年（令和03年） | 2,518            |                  |          |
| 2022年（令和04年） | 2,773            |                  |          |
| 2023年（令和05年） | 2,869            |                  |          |
| 2024年（令和06年） | 2,977            |                  |          |

| 年度   | 発送貨物（トン） | 到着貨物（トン） |
| ------ | ---------------- | ---------------- |
| 1956年 | 41,348           |                  |
| 1957年 | 81,231           |                  |
| 1958年 | 63,349           |                  |
| 1959年 | 26,588           |                  |
| 1960年 | 37,669           |                  |
| 1961年 | 60,832           |                  |
| 1962年 | 45,242           |                  |
| 1963年 | 104              |                  |
| 1964年 |                  |                  |

- 東京都統計年鑑各年度版

## 駅周辺

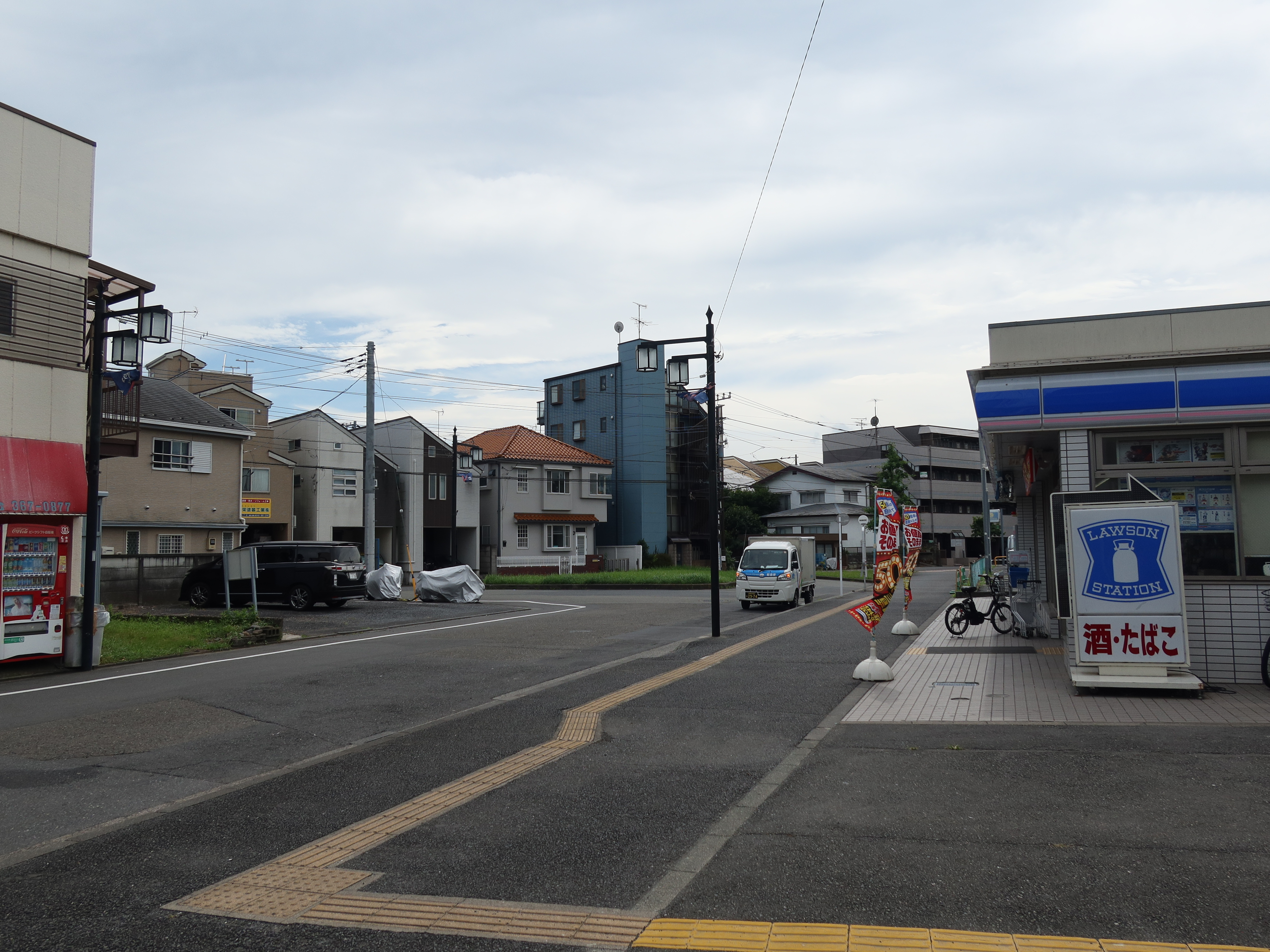
南口周辺。写真奥にロータリーがある。

周囲に多摩川競艇場と北多摩変電所以外の大きな施設はなく、住宅街が広がっている。一般の商店は南側に多く、北側は競艇来場者向けの店舗が多い。
- 多摩川競艇場（ボートレース多摩川） - 競艇開催日には北口から入場ゲートまで直通の歩道橋が開放される。
- ローソン・スリーエフ 府中小柳町店 - 南口ロータリー内
- 多摩川親水公園
- 東京電力パワーグリッド北多摩変電所
- 小柳公園
- 東京都下水道局北多摩一号水再生センター
- 府中小柳町郵便局
- 中央道府中バス停・府中スマートIC
- 櫻井病院

## バス路線
南口ロータリーに「競艇場前駅南口」バス停が設置されており、以下の路線が発着する。
- ちゅうバス 押立町ルート: 武蔵野台駅南口行き / 府中駅行き

## 隣の駅
西武鉄道
 多摩川線
白糸台駅 (SW04) - 競艇場前駅 (SW05) - 是政駅 (SW06)